# Janowo (Lubusz)
Pour les articles homonymes, voir Janowo.
Janowo (prononciation : [jaˈnɔvɔ]) est un village polonais de la gmina de Pszczew dans le powiat de Międzyrzecz de la voïvodie de Lubusz dans l'ouest de la Pologne.

## Histoire
Au cours du deuxième partage de la Pologne en 1793, le village est annexé par le Royaume de Prusse et en 1815 incorporé dans le Grand-duché de Posen. (voir Évolution territoriale de la Pologne).
Après la Seconde Guerre mondiale, avec la mise en œuvre de la ligne Oder-Neisse, le village retourne à la République populaire de Pologne.
De 1975 à 1998, le village appartenait administrativement à la voïvodie de Gorzów.

Depuis 1999, il appartient administrativement à la voïvodie de Lubusz.